# Gusztáv, a szalmaözvegy
A Gusztáv, a szalmaözvegy a Gusztáv című rajzfilmsorozat első évadának hatodik epizódja.

## Rövid tartalom
Gusztáv félre akar lépni, de kudarcot vall.

## Alkotók
- Írta és rendezte: Jankovics Marcell
- Zenéjét szerezte: Pethő Zsolt
- Operatőr: Klausz Alfréd
- Hangmérnök: Bélai István
- Vágó: Czipauer János
- Rajzolták: Erdélyi Mária, Gattyán György, Marsovszky Emőke, Szoboszlay Péter
- Színes technika: Dobrányi Géza, Kun Irén
- Gyártásvezető: Bártfai Miklós, László Andor

Készítette a Pannónia Filmstúdió.